# Tom Dean
Thomas "Tom" Dean, född 2 maj 2000, är en brittisk simmare.

## Karriär
Dean tog guld på 200 meter frisim vid olympiska sommarspelen 2020 i Tokyo. Han var även en del av Storbritanniens lag som tog guld på 4×200 meter frisim.
I juni 2022 vid VM i Budapest tog Dean brons på 200 meter frisim, vilket var hans första medalj på VM i långbana. Han var även en del av Storbritanniens kapplag som tog brons på både 4×200 meter frisim och 4×100 meter medley. I augusti 2022 vid EM i Rom var Dean en del av Storbritanniens kapplag som tog guld på 4×200 meter mixed frisim, silver på 4×100 meter mixed frisim samt brons på 4×100 meter frisim.
I december 2022 vid kortbane-VM i Melbourne tog Dean brons på 200 meter frisim.